# Rue des Marins (Nantes)
La rue des Marins est une voie piétonne située dans la commune de Nantes, dans le département français de la Loire-Atlantique.

## Situation et accès
Située dans le centre-ville de Nantes, la rue des Marins relie le quai de la Fosse à la rue de l'Héronnière. En partie pavée et formée par un escalier, elle n'est pas ouverte à la circulation automobile. Son histoire est associée à la prostitution dans l'ancien quartier chaud du port de Nantes, du XVIIe siècle jusq'au milieu du XXe siècle.

## Historique
La rue est habitée jusqu’au XVe siècle par la communauté espagnole. L'abbé Durville rapporte qu'on y trouve alors un jardin dit « des Quatre-Nations », c'est-à-dire « Jardin de la Nation » (autrement dit « Jardin de la Nation Espagnole »), d'où le nom de « rue de la Nation » que cette voie porte pendant un temps.
L'activité du port de Nantes gagne le site de la Fosse, sur la rive droite de la Loire, dès le Moyen Age, entraînant la création d'un nouveau faubourg. Les trafics progressent fortement au milieu du XVIIe siècle avec l'ouverture du port sur les marchés coloniaux et  l'importation de sucre.
À partir du XVIIIe siècle, les armateurs enrichis se font construire des hôtels particuliers le long du quai tandis que le coteau à l'arrière, longtemps occupé par des vignes et des terres agricoles (« tenues »), est peu à peu urbanisé.
Le quartier de la Fosse ainsi formé est constitué d'un dédale de ruelles incluant la rue des Marins, dont les escaliers relient le quai à la ville haute. Le petit peuple du port y vit caché dans de modestes habitations qui forment le quartier réservé où se développent à partir du milieu du XIXe siècle les « maisons de tolérance », que les marins et bateliers de Loire surnomment poétiquement les « maisons de dentelle ». L'une des premières ouvre au numéro 16 de la rue des Marins.
Les « maisons closes » sont répertoriées et réglementées par la municipalité qui  circonscrit la prostitution à trois rues entre les années 1930 et 1940 : d'Ancin, des Trois-Matelots et des Marins. La rue des Marins est notamment l'adresse des établissements la Demi-Lune, le Floréal ou le Tabarin.
Pendant la Seconde guerre mondiale, la ville compte 14 établissements. Ils sont strictement réservés à la Wehrmacht pendant l'Occupation. Certains sont consacrés aux militaires du rang et aux sous-officiers, tandis que d'autres n'admettent que les officiers. Le quartier est durement frappé par les bombardements des 16 et 23 septembre 1943, entraînant de nombreuses destructions mais épargnant relativement la rue d'Ancin, de nos jours la mieux préservée des trois rues.
Treize établissements sont encore en activité à Nantes quand la loi Marthe Richard du 13 avril 1946 abolit le régime de la prostitution réglementée en France, entraînant l'interdiction des maisons closes et consécutivement, leur fermeture.

## Bâtiments remarquables et lieux de mémoire

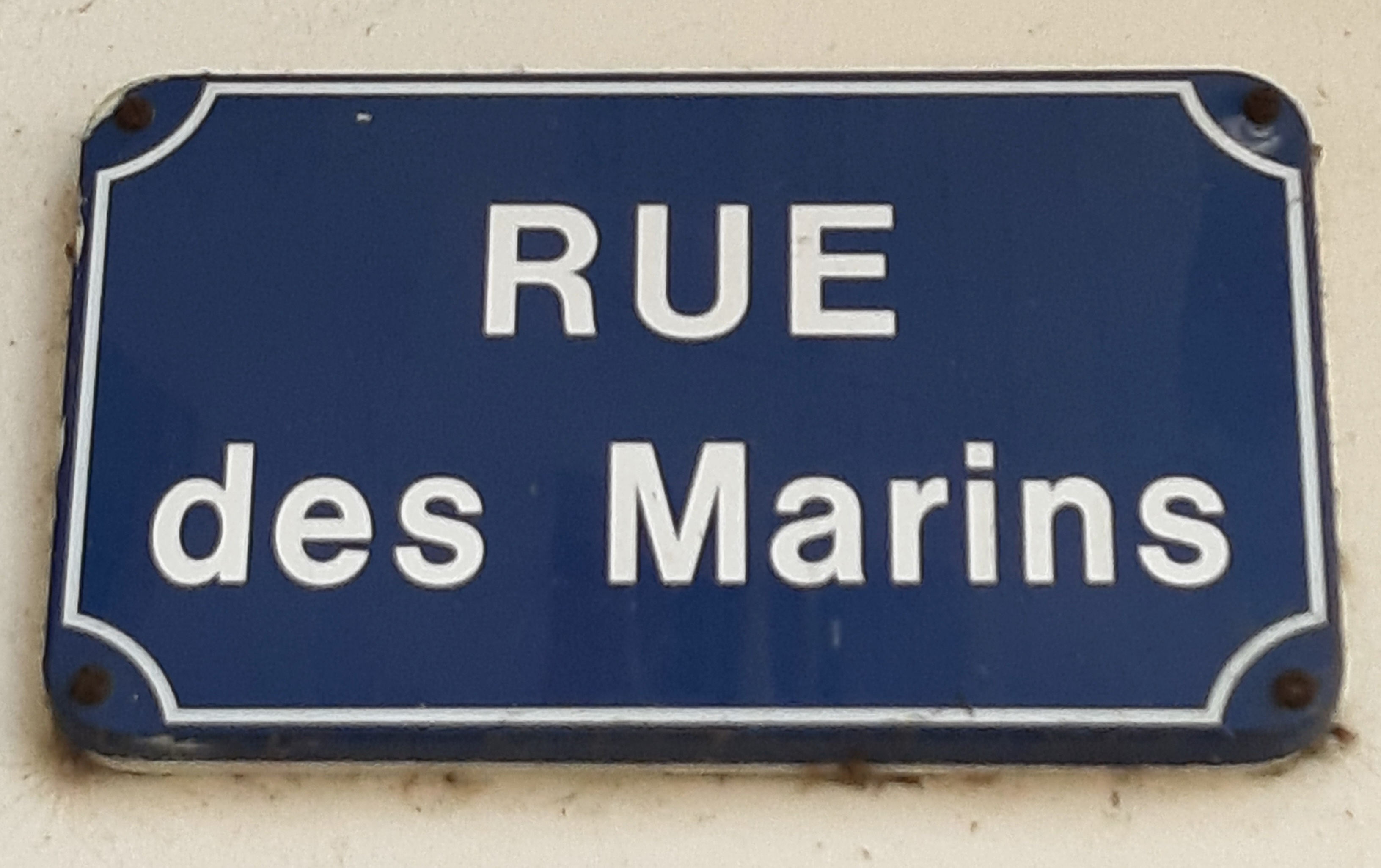
Panneau de la rue des Marins
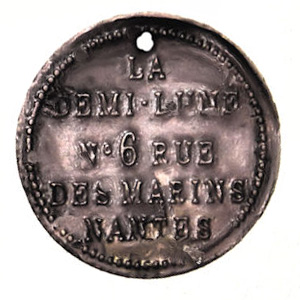
Jeton de la maison close la Demi-Lune, 6 rue des Marins à Nantes